# 90226 Byronsmith
90226 Byronsmith este un asteroid din centura principală de asteroizi.

## Descriere
90226 Byronsmith este un asteroid din centura principală de asteroizi. A fost descoperit pe 26 ianuarie 2003 la Stația Anderson Mesa în cadrul programului LONEOS. Asteroidul prezintă o orbită caracterizată de o semiaxă mare de 3,16 ua, o excentricitate de 0,26 și o înclinație de 15,1° în raport cu ecliptica.